# خدعة أم حلوى

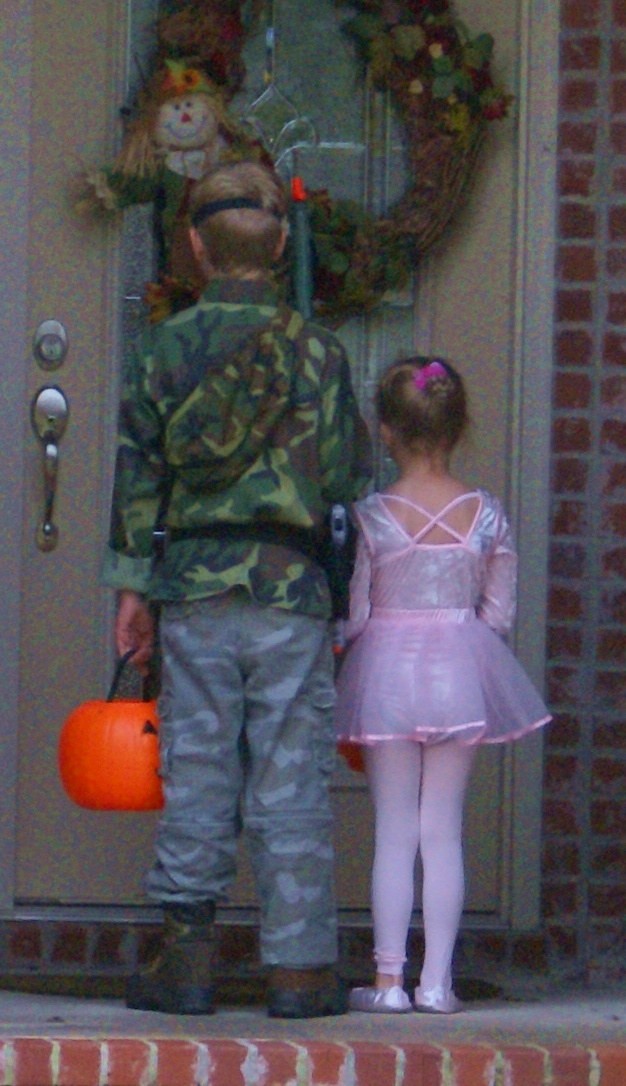
طفلان يطرقان باب أحدهم في لعبة خدعة أم حلوى

خدعة أم حلوى (بالإنجليزية: Trick-or-treating)‏ هي نشاط للأطفال في فترة عيد الهالووين حيث يجول الأطفال من منزل لآخر مرتدين أزياء تنكرية ويطلبون الحلوى وذلك بإلقاء السؤال "Trick or treat?" على من يفتح الباب. كلمة «خدعة» (بالإنجليزية: Trick)‏ في هذه العبارة تعني أنه إذا لم يعط أي حلوى للطفل فإنه سيقوم بإلقاء خدعة أو سحر على صاحب المنزل أو على ممتلكاته إذا لم يمنح الحلوى.
تعتبر خدعة أم حلوى من أهم التقاليد في عيد الهالووين. حيث يقوم كل من يسكن في حي فيه الكثير من الأولاد بشراء الحلوى وتحضيرها لحين قدوم الأولاد في العيد.
هذا التقليد مشهور بشكل خاص في الولايات المتحدة الأمريكية، حيث أشارت الإحصاءات في عام 2005 أن 80% من البالغين في الولايات المتحدة الأمريكية يحضرون نفسهم لعيد الهالويين بشراء الحلوى، وأن 93% من الأطفال لديهم النية بزيارة منازل الجوار من أجل أخذ هذه الحلوى. كما أن هذا التقليد أيضاً منتشر في بريطانيا، إيرلندا، وكندا.